# Sauropus bonii
Sauropus bonii är en emblikaväxtart som beskrevs av Lucien Beille. Sauropus bonii ingår i släktet Sauropus och familjen emblikaväxter. Inga underarter finns listade i Catalogue of Life.